# Revoluções de 1848 nos estados italianos
As revoluções de 1848 nos estados italianos, parte das revoluções mais amplas de 1848 na Europa, foram revoltas organizadas nos estados da península italiana e da Sicília, lideradas por intelectuais e agitadores que desejavam um governo liberal. Como nacionalistas italianos, procuraram eliminar o controle reacionário austríaco. Durante esse período, a Itália não era um país unificado e era dividida em muitos estados, os quais os do norte da Itália eram governados pelo Império Austríaco. O desejo de ser independente do domínio estrangeiro e a liderança conservadora dos austríacos levaram os revolucionários italianos a encenar a revolução para expulsar os austríacos. A revolução foi liderada pelo estado do Reino da Sardenha. Além disso, os levantes no Reino Lombardo-Vêneto, principalmente em Milão, forçaram o general austríaco Radetzky a recuar para as fortalezas do Quadrilátero. 
O rei Carlos Alberto, que governou Piemonte-Sardenha de 1831 a 1849, aspirava unir a Itália sob a liderança do bispo de Roma, também conhecido como papa. Ele declarou guerra à Áustria em março de 1848 e lançou um ataque total ao Quadrilátero. Na falta de aliados, Carlos Alberto não era páreo para o Exército do Império Austríaco. Ele foi derrotado na Batalha de Custoza em 24 de julho de 1848, assinou uma trégua e retirou suas forças da Lombardia. Por fim, a Áustria permaneceu dominante sobre uma Itália dividida, e a revolução se perdeu. 

## A revolução

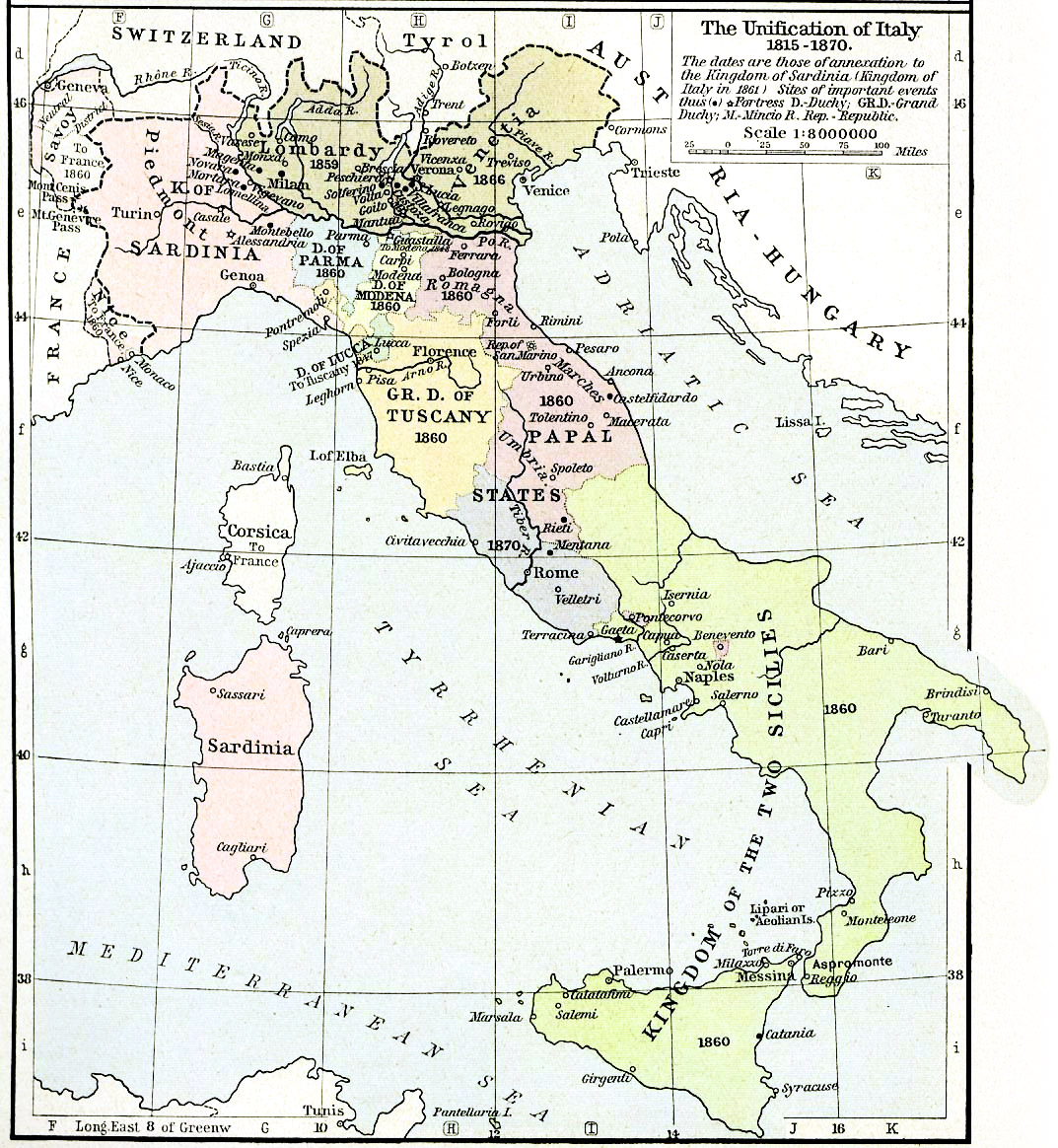
Uma imagem da Itália fragmentada (1815-1870)

Depois de testemunhar os eventos liberais que ocorriam em Roma, a população de outros estados começou a exigir tratamento semelhante. Principiou-se em 12 de janeiro na Sicília, onde o povo exigia um governo provisório, separado do governo continental. O rei Fernando II tentou resistir a essas mudanças, contudo uma ampla revolta estourou na Sicília, em Salerno e em Nápoles. Essas insurreições expulsaram Fernando e seus homens da Sicília e o forçaram a permitir a criação de um governo provisório. 
Não obstante os eventos em Roma e em Nápoles, os estados ainda estavam sob um regime conservador. Os italianos em Lombardo-Vêneto não podiam desfrutar dessas liberdades. O Império Austríaco dessa região havia aumentado seu domínio sobre o povo, oprimindo-o  crescentemente com impostos mais severos. Os coletores de impostos foram enviados junto com o exército de 100.000 homens, de pé, e divulgando sua presença. 

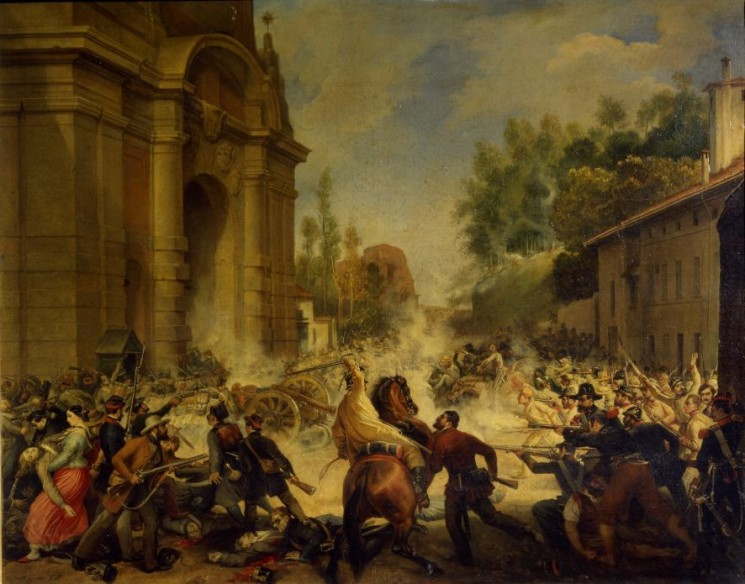
Confrontos entre rebeldes e austríacos em Bolonha.

Essas revoltas na Sicília ajudaram a desencadear revoltas no reino Lombardo-Vêneto. As revoluções na cidade de Milão, na Lombardia, forçaram cerca de 20.000 das tropas do general austríaco Radetsky a se retirarem da cidade. Eventualmente, Radetsky foi forçado a remover completamente suas tropas dos dois estados; todavia, devido à sua experiência, ele conseguiu reter as fortalezas quadrilaterais de Verona, Peschiera, Legnano e Mântua. Mediante suas táticas hábeis, ele trouxe seus homens que haviam sido retirados para os fortes-chave. Enquanto isso, os insurgentes italianos sentiram-se encorajados quando as notícias da abdicação do príncipe de Metternich em Viena se espalharam. Apesar disso, não conseguiram erradicar completamente as tropas de Radetsky. Outrossim, nessa época, Carlos Alberto da Sardenha havia promulgado uma constituição liberal para Piemonte. 
No Quadrilátero, o general Radetsky e seus homens planejavam um contra-ataque para recuperar o terreno perdido. Porém, eles foram interrompidos por Carlos Alberto, o qual assumira a vanguarda do ataque, e lançou uma ofensiva contra o Quadrilátero. Carlos atacou a fortaleza de todos os lados, auxiliado por 25.000 reforços que vieram em assistência a seus concidadãos. Enquanto viajava para a fortaleza se preparando para o ataque, Carlos conseguiu o apoio de príncipes de outros estados: Leopoldo II, grão-duque da Toscana, enviou 8.000; o papa Pio contribuiu com 10.000 e Fernando II enviou 16.050 homens, a conselho do general Guglielmo Pepe. Assim, tamanho efetivo arremeteu as fortificações e, em 3 de maio de 1848, venceram a Batalha de Goito e capturaram a fortaleza de Peschiera. 
Nesse momento, o papa Pio IX ficou nervoso por derrotar o império austríaco e retirou suas tropas, alegando que não podia apoiar uma guerra entre duas nações católicas. O rei Fernando do reino das Duas Sicílias também removeu suas tropas. Em contrapartida, outros príncipes continuaram a guerrear sob a orientação de seus generais. Um ano depois, Carlos executou outra ofensiva, mas, devido à falta de tropas, foi derrotado na Batalha de Novara.

## Eventos posteriores

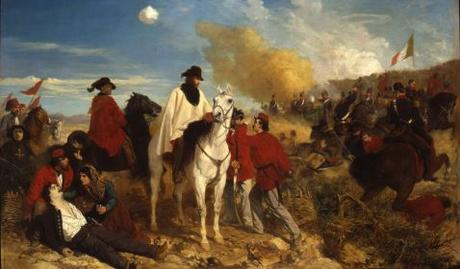
Giuseppe Garibaldi em Roma.

Apesar de Pio ter abandonado a guerra contra os austríacos, muitos de seu povo lutaram ao lado de Carlos Alberto. O povo de Roma se rebelou contra o governo papal e assassinou Pellegrino Rossi, ministro do papa. Então, Pio IX fugiu para a fortaleza de Gaeta, sob a proteção do rei Fernando II. Em fevereiro de 1849, ele se juntou a Leopoldo II, grão-duque da Toscana, o qual teve de fugir por razão de outra rebelião. O Piemonte também foi perdido para os austríacos em 1849, e Carlos teve que abdicar, deixando seu filho, Victor Emanuel II, para governar. 
Em Roma, a nova autoridade assumida passou por uma legislação popular a fim de eliminar impostos onerosos e dar trabalho aos desempregados. Giuseppe Garibaldi e Giuseppe Mazzini vieram a construir uma "Roma do Povo", e a curta República Romana foi proclamada.  Essa república conseguiu inspirar o povo a construir uma nação italiana independente. Também tentou melhorar economicamente a vida dos menos favorecidos, cedendo algumas das grandes propriedades da Igreja aos camponeses pobres. Finalmente, fez reformas prisionais e de manicômio, deu liberdade à imprensa e providenciou educação secular, mas se esquivou do direito ao trabalho, tendo em vista o fracasso deste na França. 
Infelizmente, as muitas reformas instituídas pela nova república, combinadas com a redução de impostos, provocaram problemas monetários que o governo agravou ao imprimir mais dinheiro.  A inflação descontrolada dos preços condenou a economia republicana. Ademais, o envio de tropas para defender o Piemonte das forças austríacas colocou Roma em risco de ataque da Áustria. Mas, o papa Pio pediu ajuda a Napoleão III. O presidente francês viu isso como uma oportunidade de obter apoio católico. Dessa forma, o exército francês chegou por mar sob o comando do general Charles Oudinot e, conquanto tivessem sofrido uma derrota precoce para Garibaldi, os franceses, com a ajuda dos austríacos, eliminaram a República Romana. Em 12 de julho de 1849, o papa Pio IX foi escoltado de volta à cidade e governado sob proteção francesa até 1870. 